# Jesús María Serrano Romero
Jesús María Serrano Romero (El Puerto de Santa María, 29 de mayo de 1953), poeta e informador de prensa y televisión..

## Biografía
La vida de Jesús María Serrano estuvo siempre marcada por una enfermedad congénita que casi le cuesta la vida en varias ocasiones y que superó después de más de veinte años de lucha. Aun así, Jesús María nunca dejó de lado las actividades culturales que organizó durante años, como la Tertulia del Viento, donde cada viernes aún se reúne con otros escritores y artistas como los pintores Francesco Policastro y Julio Malvido, el poeta, filósofo y pedagogo Gerardo Alonso Muñoz y el escritor Manuel Pérez-Casaux entre otros. También dio nombre a la exposición bienal Plastilírica con la intención de unir las artes plásticas y la lírica que pervive bajo los auspicios de El Ermitaño. Fue guionista y director de la serie de 9 documentales para la televisión Imágenes al viento. Profundo conocedor del arte contemporáneo, se ocupó de documentar las obras de distintos artistas como Oscar y Patricia Delmar (Argentina), Lucho Valdizán (Perú e Italia), Tano Alonso (Colombia), Francesco Policastro (Italia), Hellen Heggelsmidt (Alemania), Jon Taylor (Reino Unido), Julio Malvido, Alfonso Casas y José Manuel Medina (España), entre otros.
Jesús María Serrano fue el último presidente de la Asociación Cultural Medusa; Coordinador de la Tertulia del Ermitaño en colaboración con el poeta Julio Rivera Cross.
Además de estas actividades, Jesús María Serrano ha estado siempre involucrado en la preservación del patrimonio histórico y la conservación del medio ambiente.

## Obra poética
Las características esenciales en la obra del poeta Jesús María Serrano pueden definirse como fina ironía, desbordante fantasía y un sentido del humor que contrasta con el dramatismo desgarrador de su obra amorosa. Su vida transcurre entre el paroxismo de la alegría más libertaria y la crueldad de su dolorosa enfermedad congénita, obligándole a viajar a Barcelona en un centenar de ocasiones.
Dado al poco interés que Jesús María Serrano Romero siempre tuvo en publicar sus obras la mayoría de éstas siguen aún inéditas o han sido publicadas en antologías conjuntas con otros poetas o en revistas.

## Obras publicadas
- Satyahara no quiere verme hoy
- Cuadernillo del deseo, escrito en colaboración con Ana María Fariñas
- Cálidoscopio
- Libro de las navegaciones interiores
- Garrote para Pepe
- Las cosas del duque
- Letrillas flamencas
- Invocación a la solidaridad
- La bruja: fragmentos de un cuento de viajes, solo parcialmente publicado en internet.

El libro de Las Navegaciones Interiores.
- Ironía, sensualidad y fantasía en el artista Lorenzo Cherbuy (Cádiz 1924 -2013)

## Obras inéditas
- Añil
- Del jubilo y la rabia.
- Manual para extraterrestres, escrito en colaboración con Daniel Álvarez y publicado parcialmente en el desaparecido sitio de noticias La bahía del mamoneo
- El libro de los amigos
- Revocación de la sentencia de pena de muerte contra Jesús de Nazaret, escrito en colaboración con Daniel Álvarez
- NARRATIVA
- El Conde los Pocos Dineros, relatos
- Relatos y microrrelatos
- Corre o muere Ripley, guiones para una serie de acción
- Catanita, guión para una serie de entretenimiento
- Trece meses, trece cartas, novela de aventuras
- La libreta marrón, novela de aventuras
- Chele Wonderbra, novela negra
- Belgas, novela negra